# Distigmoptera impennata
Distigmoptera impennata är en skalbaggsart som beskrevs av Blake 1943. Distigmoptera impennata ingår i släktet Distigmoptera och familjen bladbaggar. Inga underarter finns listade i Catalogue of Life.